# Véső Ágoston
Véső Ágoston (Nagybánya, 1931. július 31. –) Munkácsy Mihály-díjas erdélyi magyar festőművész.

## Életútja, munkássága
A kolozsvári Ion Andreescu Képzőművészeti Főiskolán tanult 1950-1955 köt, mesterei voltak: Abodi Nagy Béla, Kós András, Mohy Sándor, Nagy Oszkár. A nagybányai Szakszervezeti Kultúrház képzőművészeti körének vezetője. Az MKIT alapító tagja és a Barabás Miklós Céh tagja.
1956-90 között rajztanárként működött a nagybányai iskolákban. Kezdetben naturalisztikus, később geometrikus szerkesztésű festményei a nagybányai kolónia hagyományait követik. Munkáit számos hazai és nemzetközi kiállításon mutatta be, jeles közgyűjtemények őrzik munkáit.

## Kiállításai (válogatás)

### Egyéni
- 1958, 1960, 1968, 1974, 1979 • Képzőművészeti Galéria, Nagybánya
- 1982 • Gyula
- 1991 • Nyíregyháza
- 2001 • Vármegye Galéria, Budapest (gyűjteményes kiáll.)
- 2011 • Véső Ágoston festőművész kiállítása 80. születésnapja alkalmából[2] MissionArt Galéria - Budapest

### Csoportos
- 1954-től minden megyei kollektív tárlaton részt vesz.
- 1963 • Fiatal Művészek Országos Tárlata, Bukarest
- 1974 • Romániai Művészek kiállítása, Berlin
- 1977-79 • Nagybányai Művészek kiállítása, Ivanov Frankofsk (SZU)
- 1982 • Nagybányai Művészek kiállítása, Gyula
- 1989 • Nagybányai Művészek Tárlata, Bukarest
- 1991 • Nagybányai Művészek kiállítása, Nyíregyháza
- 1992 • 21 Nagybányai Művész Budapesten, Budapest
- 1993 • Képzőművészeti Triennálé, Szolnok
- 1994, 1995 • Romániai Magyar Képzőművészek Tárlata, Marosvásárhely
- 1995 • Nagybánya emlékkiállítás, Stockholm
- 1996 • Barabás Miklós Céh kiállítása, Kolozsvár • Corpus, Kaposvár • Budapest • MKIT-kiállítás, Budapest • Centenáriumi kiállítás, Szombathely • Göteborg
- 2007 • A Nagybánya tájképfestő telep bemutatkozó kiállítása, MOM Művelődési Központ, Budapest

## Művei közgyűjteményekben (válogatás)
- Damjanich János Múzeum, Szolnok
- József Attila Múzeum, Makó
- Magyar Nemzeti Galéria, Budapest.

## Díjak, elismerések
- Munkácsy Mihály-díj (2000)
- Magyar Érdemrend Lovagkeresztje Polgári Tagozat (2017)